# Strapačky

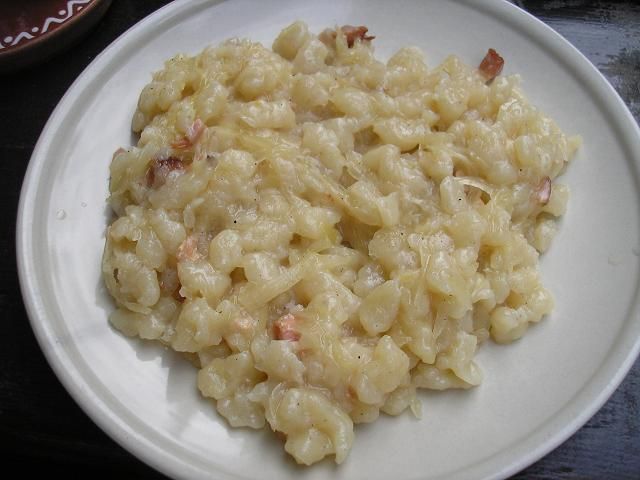
Strapačky

Strapačky (též halušky se zelím, slovensky kapustové halušky) je pokrmy typický pro slovenskou kuchyni. Základ tvoří uvařené halušky z bramborového těsta, které jsou smíchané s dušeným nakrájeným kysaným zelím a malými kousky osmažené slaniny (tzv. oškvarky). Často se přidává i strouhaný sýr.
Strapačky jsou populární i v Maďarsku, kde se nazývají sztrapacska a namísto zelí používají ovčí brynzu.